# Dosa ben Archinos
Dosa ben Archinos R. (auch: Dossa, auch: Harkinas oder Harchinas) war ein jüdischer Gelehrter des Altertums, wirkte um das Jahr 100 und gehörte zur so genannten zweiten Generation der Tannaiten.
Bei Streitigkeiten entschied er immer zugunsten der Autorität, auch wenn diese sich im Irrtum befand (bab. Rosch ha-Schana 25 a und b).
In den Sprüchen der Väter (3,10) hat sich von ihm folgender Spruch erhalten: „Das Schlafen am Morgen, der Wein am Mittag, das Schwatzen mit Kindern und die Teilnahme an Versammlungen ungebildeter Menschen bringen den Menschen aus der Welt.“